# Tiro deportivo en los Juegos Parapanamericanos
La competencia de Tiro deportivo adaptado hizo su debut en los Juegos Parapanamericanos de Lima 2019 se desarrollaron entre los días sábado 24 y martes 27 de agosto de 2019 en la Base Aérea de Las Palmas en Lima, Perú. En dicha ocasión se consideraron 8 competiciones ; 1 femenina, 1 masculina y 6 mixtas. 
En la edición de Santiago 2023 se incorporaron 2 variantes mixtas totalizando 10 pruebas. 

## Ediciones
| Edición | Año  | Sede             | País      | Ganador Medallero    |
| ------- | ---- | ---------------- | --------- | -------------------- |
|         | 1999 | Ciudad de México | México    | No disputado         |
|         | 2003 | Mar del Plata    | Argentina | No disputado         |
|         | 2007 | Rio de Janeiro   | Brasil    | No disputado         |
|         | 2011 | Guadalajara      | México    | No disputado         |
|         | 2015 | Toronto          | Canadá    | No disputado         |
| I       | 2019 | Lima             | Perú      | Estados Unidos (USA) |
| II      | 2023 | Santiago         | Chile     | Estados Unidos (USA) |

## Medallero
| Núm. | País                 | Oro | Plata | Bronce | Total |
| ---- | -------------------- | --- | ----- | ------ | ----- |
| 1    | Estados Unidos (USA) | 8   | 2     | 6      | 16    |
| 2    | Brasil (BRA)         | 4   | 7     | 5      | 16    |
| 3    | Cuba (CUB)           | 3   | 3     | 1      | 7     |
| 4    | Colombia (COL)       | 2   | 0     | 1      | 3     |
| 5    | Perú (PER)           | 0   | 3     | 2      | 5     |
| 6    | Costa Rica (CRC)     | 0   | 1     | 0      | 1     |
| 6    | Uruguay (URU)        | 0   | 1     | 0      | 1     |
| 8    | Argentina (ARG)      | 0   | 0     | 2      | 1     |
|      | Total                | 17  | 17    | 17     | 51    |

## Récords Parapanamericanos
| Evento                                 | Fase          | Record | Atleta                       | Pais                 | Edición       |
| -------------------------------------- | ------------- | ------ | ---------------------------- | -------------------- | ------------- |
| P1 10m Pistola de aire SH1 Masculino   | Final         | 234    | Geraldo Von Rosenthal        | Brasil (BRA)         | Lima 2019     |
| P1 10m Pistola de aire SH1 Masculino   | Clasificación | 560    | Alexander Reyna              | Cuba (CUB)           | Santiago 2023 |
| P2 10m Pistola de aire SH1 Femenino    | Final         | 227.4  | yenigladys Suarez Echevarria | Cuba (CUB)           | Lima 2019     |
| P2 10m Pistola de aire SH1 Femenino    | Clasificación | 551    | Debora ampos                 | Brasil (BRA)         | Lima 2019     |
| P3 25m Pistola SH1 Mixto               | Final         | 24     | Yanxiao Gong                 | Estados Unidos (USA) | Santiago 2023 |
| P3 25m Pistola SH1 Mixto               | Clasificación | 569    | Yanxiao Gong                 | Estados Unidos (USA) | Santiago 2023 |
| P4 50m Pistola SH1 Mixto               | Final         | 210.3  | Geraldo Von Rosenthal        | Brasil (BRA)         | Lima 2019     |
| P4 50m Pistola SH1 Mixto               | Clasificación | 539    | Yanxiao Gong                 | Estados Unidos (USA) | Santiago 2023 |
| R1 10m Rifle de Aire de pie SH1 Mixto  | Final         | 240.9  | Marcelo Marton               | Brasil (BRA)         | Santiago 2023 |
| R1 10m Rifle de Aire de pie SH1 Mixto  | Clasificación | 614.5  | Jorge Arcela                 | Perú (PER)           | Santiago 2023 |
| R2 10m Rifle de Aire de pie SH1 Mixto  | Final         | 217.4  | Milagros Palominos           | Perú (PER)           | Santiago 2023 |
| R2 10m Rifle de Aire de pie SH1 Mixto  | Clasificación | 606.0  | Taylor Farmer                | Estados Unidos (USA) | Santiago 2023 |
| R3 10m Rifle de Aire tendido SH1 Mixto | Final         | 252.3  | Maria Restrepo               | Colombia (COL)       | Santiago 2023 |
| R3 10m Rifle de Aire tendido SH1 Mixto | Clasificación | 635.6  | Jorge Arcela                 | Perú (PER)           | Santiago 2023 |
| R4 10m Rifle de Aire de pie SH2 Mixto  | Final         | 252.3  | Alexandre Galgani            | Brasil (BRA)         | Santiago 2023 |
| R4 10m Rifle de Aire de pie SH2 Mixto  | Clasificación | 628.6  | Bruno Kiefer                 | Brasil (BRA)         | Santiago 2023 |
| R5 10m Rifle de Aire tendido SH2 Mixto | Final         | 253.4  | Stetson Bardfield            | Estados Unidos (USA) | Santiago 2023 |
| R5 10m Rifle de Aire tendido SH2 Mixto | Clasificación | 636.6  | Alexandre Galgani            | Brasil (BRA)         | Santiago 2023 |
| R6 50m Rifle tendido SH1               | Final         | 244.2  | Kevin Nguyen                 | Estados Unidos (USA) | Lima 2019     |
| R6 50m Rifle tendido SH1               | Clasificación | 617.6  | Maria Restrepo               | Colombia (COL)       | Santiago 2023 |

Fuente:Santiago 2023